# Jonathan M. Rothberg

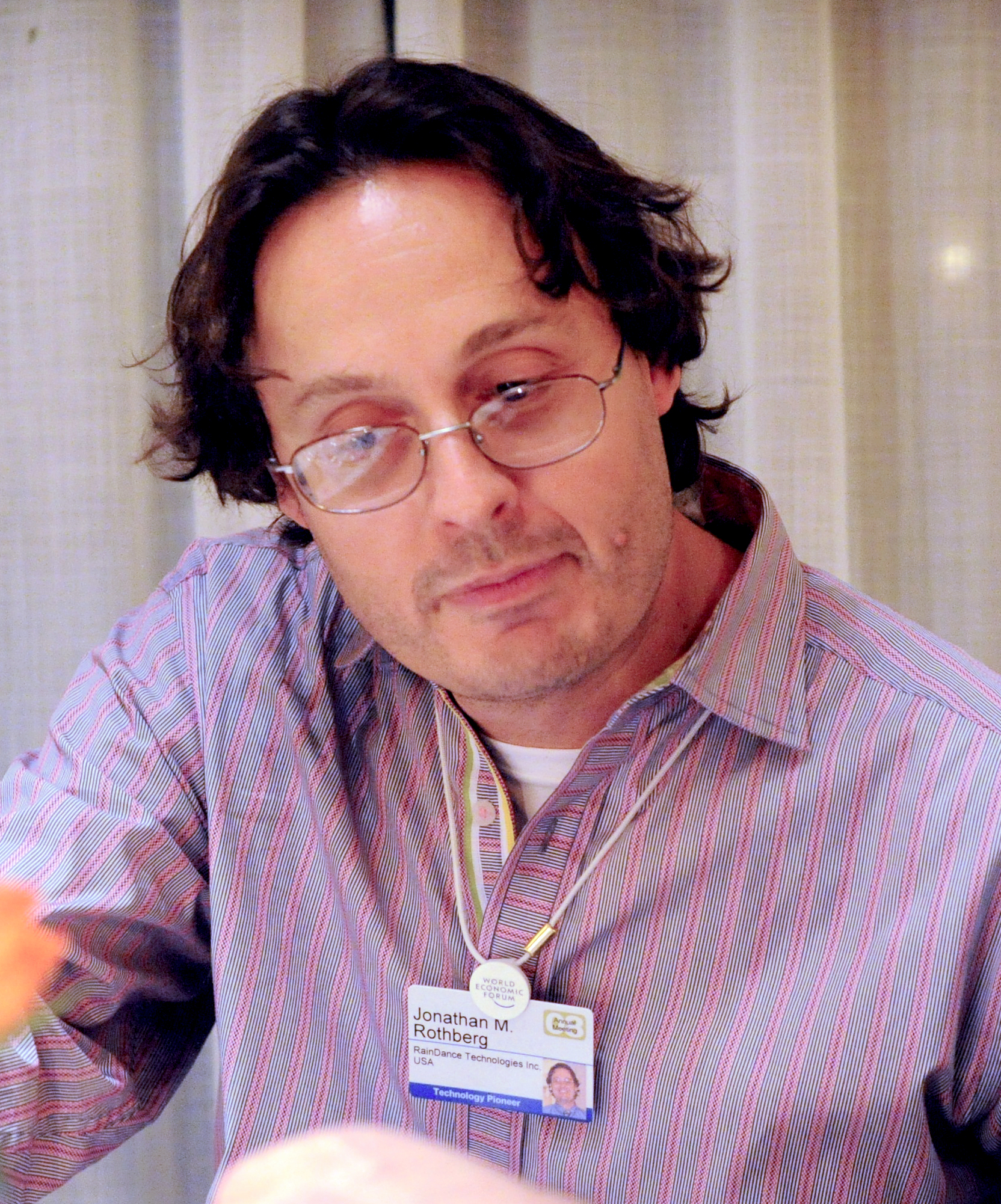
Rothberg, 2008

Jonathan Marc Rothberg (* 1963) ist ein US-amerikanischer Wissenschaftler und Unternehmer. Er hat maßgeblich zur Entwicklung der Hochdurchsatz-Sequenzierung beigetragen.

## Ausbildung und wissenschaftliche Karriere
Rothberg studierte an der Carnegie Mellon University Chemical Engineering, schloss mit dem akademischen Grad B.S. ab und wechselte zur Yale University, an der er als M.S., M.Phil. und Ph.D. abschloss. Er war unter anderem an der Sequenzierung des Neandertaler-Genoms durch Richard Green und Svante Pääbo als auch am Projekt The Watson Genome, der Sequenzierung des Genoms von James D. Watson (und damit eines der ersten individuellen humanen Genome nach dem von Craig Venter) beteiligt.

## Auszeichnungen und Mitgliedschaften
Jonathan Rothberg ist Mitglied der National Academy of Engineering. Im Jahr 2012 verlieh ihm seine Alma Mater die Wilbur Cross Medal. Anfang 2016 erhält er die National Medal of Technology and Innovation.

## Firmengründungen

### CuraGen
Als Student in Yale gründete er 1991 die Firma CuraGen, die Wirkstoffe gegen Krebs entwickelte, wie z. B. Belinostat (einen Histon Deacetylase Inhibitor gegen das Ovarialkarzinom) (Belinostat wurde 2008 für $39 Mio. an TopoTarget verkauft), oder Glembatumumab vedotin gegen das Mammakarzinom. Darüber hinaus entwickelte CuraGen Wirkstoffe gegen Nebenwirkungen aus der Chemotherapie und gegen Nierenentzündung. Zusammen mit der Bayer AG identifizierte CuraGen drug-targets gegen Diabetes mellitus Typ 2.
Während seiner Zeit bei CuraGen publizierte er unter anderem Proteom-Karten von eukaryotischen Zellen in Nature und Science. CuraGen wurde 2009 für $94,5 Mio. an CellDex verkauft.

### 454 Life Sciences
1999 gründete Rothberg die Firma 454 Life Sciences, die eines der ersten Next Generation Sequencing Geräte entwickelte. 454 Life Sciences wurde 2007 für $154,9 Mio. an Roche Diagnostics verkauft.

### Ion Torrent
Rothberg gründete die Firma Ion Torrent im Jahr 2007, die die Technik der Halbleitersequenzierung entwickelte.
Rothberg gründete weiterhin das Rothberg Institute For Childhood Diseases, eine Non-Profit-Organisation, die sich der Erforschung und Bekämpfung der tuberösen Sklerose widmet, und ist Mitbegründer der Firma RainDance Technologies, die mikrofluidische diagnostische Geräte und Methoden entwickelt und vermarktet.

### Hyperfine
Rothbergs 2014 gegründete Firma Hyperfine in Guilford (Connecticut) stellt einen mobilen Niederfeld-Kernspintomographen für die Anwendung auf Intensivstationen her.

## Publikationen
Eine Liste der Publikationen und Patente von Rothberg findet sich unter Jonathan M. Rothberg/Veröffentlichungen.